# Krušnohorské plató
Krušnohorské plató este o arie protejată (sit de importanță comunitară — SCI) din Republica Cehă întinsă pe o suprafață de 11.779,59 ha, integral pe uscat.

## Localizare
Centrul sitului Krušnohorské plató este situat la coordonatele 50°24′05″N 12°43′17″E / 50.401389°N 12.721389°E.

## Înființare
Situl Krušnohorské plató a fost declarat sit de importanță comunitară în aprilie 2005 pentru a proteja 2 specii de animale.

## Biodiversitate
Situată în ecoregiunea continentală, aria protejată conține 9 habitate naturale: Păduri de fag subalpine medio-europene cu Acer și Rumex arifolius, Pante stâncoase silicioase cu vegetație casmofită, Pajiști uscate europene, Mlaștini turboase de tranziție și turbării mișcătoare, Fânețe montane, Păduri acidofile de Picea de la nivel montan la nivel alpin (Vaccinio-Piceetea), Turbării active, Formațiuni ierboase bogate în specii de Nardus, dezvoltate pe substraturi silicioase în zone montane (și în zone submontane, în Europa continentală), Mlaștini împădurite.
La baza desemnării sitului se află mai multe specii protejate:
- mamifere (1): liliac comun (Myotis myotis)
- nevertebrate (1): Carabus menetriesi pacholei